# Cryptocloeus
Cryptocloeus is een geslacht van rechtvleugeligen uit de familie veldsprinkhanen (Acrididae). De wetenschappelijke naam van dit geslacht is voor het eerst geldig gepubliceerd in 1976 door Descamps.

## Soorten
Het geslacht Cryptocloeus omvat de volgende soorten:
- Cryptocloeus fuscipennis Bruner, 1911
- Cryptocloeus harpago Descamps, 1980
- Cryptocloeus obidosana Descamps, 1980
- Cryptocloeus sanguinolentus Descamps, 1980
- Cryptocloeus spatulicerca Descamps, 1980